# BMW 1500
Pour les articles homonymes, voir BMW Neue Klasse.
La BMW 1500 est une routière produite par BMW de 1962 à 1964. Elle fait partie de la BMW Neue Klasse.

## Histoire

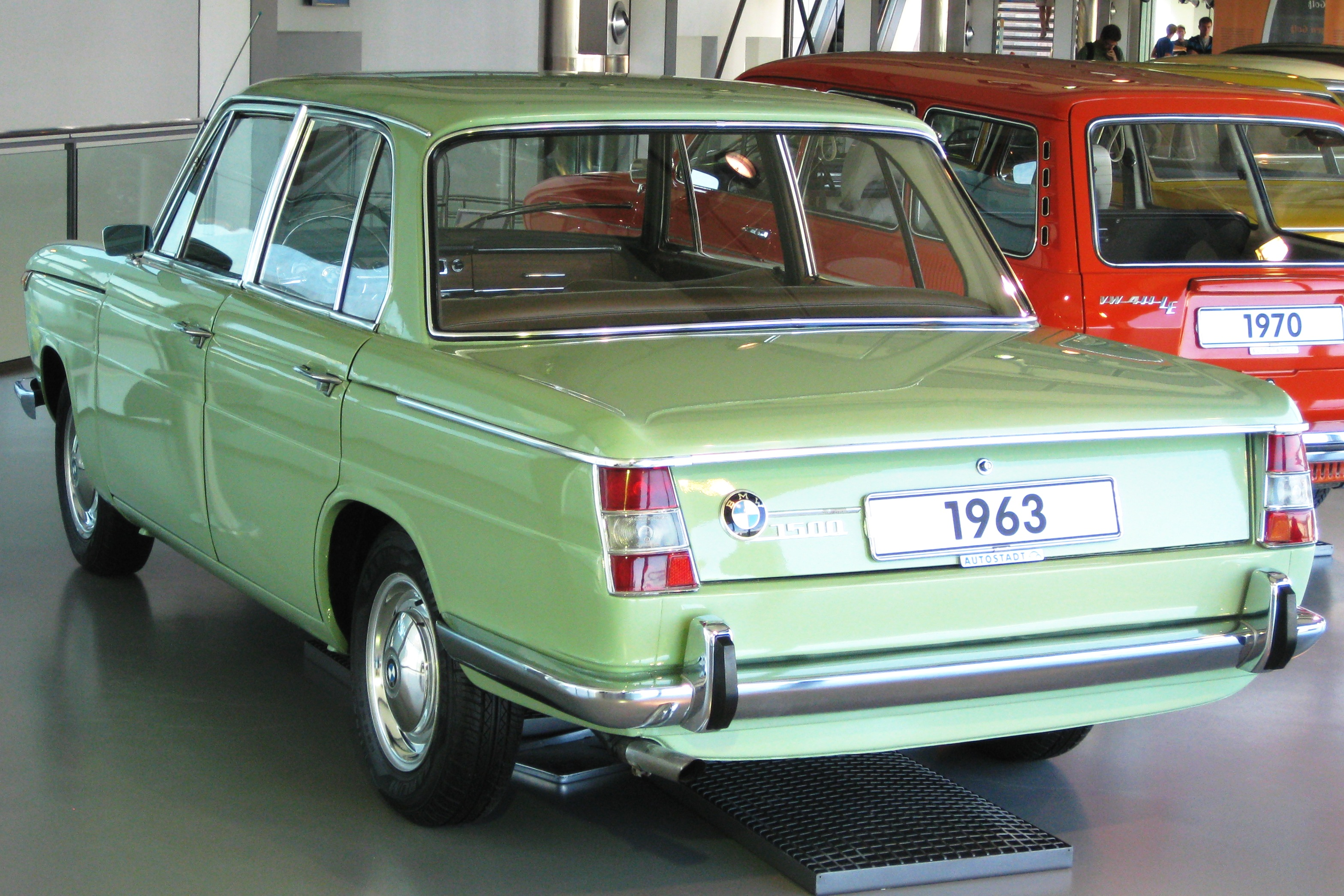
BMW 1500 Face arrière

Première représentante de la gamme Neue Klasse, elle a été dévoilée au Salon de Francfort en 1961 et avait un design moderne et sportif, ce que de nombreux amateurs de BMW avaient attendu. La voiture cinq places a été produite exclusivement en quatre portes, établi un style et inauguré le succès. 

## Succession
En 1964, elle est remplacée par la BMW 1600 et en 1972 avec ses déclinaisons par la BMW Série 5.